# مايكل تشامبرز
مايكل تشامبرز (بالإنجليزية: Michael Chambers)‏ هو راقص وممثل أمريكي، ولد في 13 نوفمبر 1967 في الولايات المتحدة.

## وصلات خارجية
- مايكل تشامبرز على موقع IMDb (الإنجليزية)
- مايكل تشامبرز على موقع قاعدة بيانات الفيلم (الإنجليزية)